# Djuptjärnen (Laxsjö socken, Jämtland, 708085-146099)
Djuptjärnen är en sjö i Krokoms kommun i Jämtland och ingår i Indalsälvens huvudavrinningsområde.